# Young Guns II
Young Guns II är en amerikansk film från 1990 i regi av Geoff Murphy.

## Handling
Året är 1879. Billy the Kid och hans gäng har blivit tillfångataget men lyckas rymma och jakten på dem leds av Billys före detta vän Pat Garett. Billy försöker fly till Mexiko.

## Om filmen
Young Guns II regisserades av Geoff Murphy.
Soundtracket är gjort av Jon Bon Jovi och Alan Silvestri. Jon Bon Jovis "Blaze of Glory" blev nominerad till en Oscar för bästa sång. Låten blev också vinnare av en Golden Globe och var även nominerad till en Grammy.

### Övrigt
Scenen där Arkansas Dave Rudabaugh (spelad av Christian Slater) sticker en kniv i Chavez' arm improviserades då Lou Diamond Phillips bröt armen helt på riktigt varpå man var tvungen att förklara varför han var skadad. 
Jon Bon Jovi har en liten biroll där, han blir skjuten, i filmen.

## Rollista (i urval)
- Emilio Estevez - William H. 'Billy the Kid' Bonney
- Kiefer Sutherland - Josiah Gordon 'Doc' Scurlock
- Lou Diamond Phillips - 'Jose' Chavez y Chavez
- Christian Slater - Arkansas Dave Rudabaugh
- William L. Petersen - Patrick Floyd 'Pat' Garrett (as William Petersen)
- Alan Ruck - Hendry William French
- R.D. Call - D.A. Rynerson
- James Coburn - John Chisum
- Balthazar Getty - Tom O'Folliard
- Jack Kehoe - Ashmun Upson
- Robert Knepper - Deputy Carlyle
- Tom Kurlander - J.W. Bell
- Viggo Mortensen - John W. Poe
- Leon Rippy - Bob Ollinger
- Tracey Walter - Beever Smith
- Jon Bon Jovi - fånge som blir skjuten